# Macromedia HomeSite
Adobe HomeSite (ранее Macromedia HomeSite) — редактор HTML, владельцем которого в настоящее время является Adobe Systems. HomeSite не является WYSIWYG-редактором, таким как FrontPage или Dreamweaver.

## История
HomeSite первоначально был разработан в 1995 году Bradbury Software, основанной Ником Брадбери (Nick Bradbury). В марте 1997 года корпорация Allaire (основанной Jeremy D. Allaire и его братом Joseph J. (JJ) Allaire) приобрели HomeSite. После ухода из Allaire в 1998 году, Ник продолжил работу над CSS/xHTML-редактором TopStyle и RSS-распознавателем FeedDemon. Корпорация Macromedia приобрела Allaire в 2001 году. Некоторые активные пользователи HomeSite критиковали Macromedia за небрежность инструментария в более дорогом Dreamweaver редакторе. В 2006 году Adobe купила Macromedia и в его будущем можно сомневаться ещё больше.
Когда HomeSite принадлежал Нику Брадбери, и позже Allaire, он имел многочисленных поклонников у его пользовательского сообщества. Пока многие компьютерные компании использовали WYSIWYG-инструментальные средства создания сайта, где пользователь не видел код, Ник Брадбери создавал программу, у которой центральное место занимал сам код. Программа полюбилась тем, кто предпочитал работать непосредственно с кодом. Эта концепция звучала так: «Вы Видите То, что Вам Требуется».
Далее он встроил разнообразные средства, чтобы пользователь мог переделывать пользовательский интерфейс и расширил выполняемые функции. Корпорация Allaire сохранила эту концепцию поскольку её целевой рынок пользователей ColdFusion ставил также на центральное место код. Разработчики в Allaire расширили первоначальную версию HomeSite новыми возможностями, такими как: подсветка синтаксиса, встроенное создание сценариев и VTML для понимания самих тегов и редакторов тегов.
Ник Брадбери, и затем Allaire, поддерживали политику наличия открытого форума поддержки для заинтересованных в их продукте, как для специалистов, так и для новичков. Фанаты HomeSite способствовали развитию программы, делая предложения онлайн и совершенствуя те предложения между собой. Разработчики в Allaire участвовали в обсуждениях и принимали во внимание все пользовательские предложения. Корпорация Allaire задействовала открытый форум для бета-версий программ. Allaire использовала HomeSite как относительный массовый рыночный продукт, сохраняя цену в 99 долл., за что тот и получил широкое распространение. Идея была привлечь как можно больше веб-разработчиков использующих HomeSite, и затем познакомить их с ColdFusion.
Allaire увеличило пользовательское сообщество HomeSite с 25 тыс. человек в 1997 году до 400 тыс. — в 2001 году. Пользовательское сообщество ставилось выше дохода. И пользователи отвечали признанием и привязанностью к инструменту, поддерживая друг друга, создавая и совместно используя большой выбор возможностей HomeSite.
Macromedia лицензировала копию HomeSite и включила в Dreamweaver 1.0. Это OEM дало начало родству между компаниями, что в итоге послужило причиной покупки Allaire компанией Macromedia в 2001 году. Macromedia была в свою очередь приобретена Adobe в 2005 году.
26 мая 2009 года Adobe объявила о прекращении разработки и поддержки HomeSite  и предложила обновить лицензии HomeSite до лицензии Adobe Dreamweaver.

## Версии
- Homesite 1.x (Сентябрь 1996)
- Allaire Homesite 2.0
- Allaire HomeSite 3.0 (Ноябрь 1997)
- Allaire HomeSite 4.0 (Ноябрь 1998)
- Allaire HomeSite 4.5 (1999)
- Macromedia HomeSite 5.0 (2001)
- Macromedia HomeSite 5.2 (Январь 2003)
- Macromedia HomeSite 5.5 (Сентябрь 2003)

Есть также другая версия названная HomeSite+ которая включена в Dreamweaver MX 2004 и выше. HomeSite+ имеет дополнительные функции для прикладного расширения, и вообще аналогичен версии HomeSite прежде названной ColdFusion Studio.